# Favale (rio)
Il Favale è un rio del medio Appennino bolognese, il principale affluente del Savena.
Nasce a 600 metri di altitudine da monte Adone (654 m), un'importante montagna dell'Appennino bolognese, tagliata da una galleria ferroviaria, lunga 7135 metri, che mette in comunicazione le valli dei torrenti Savena e Setta. Il Favale percorre, dapprima in direzione nord, una profonda e selvaggia valle, fino a deviare verso est e a gettarsi nel torrente Savena da sinistra nei pressi dell'abitato di Pianoro, dopo un percorso di circa 7,6 km.